# 100 let: 1900–2000
100 let: 1900–2000 (ali kar 100 let) je studijski album Papirniškega pihalnega orkestra Vevče, ki je izšel ob stoletnici orkestra na glasbeni kaseti in CD plošči leta 2000 pri založbi ZKP RTV Slovenija.
Albumu je priložena tudi zgibanka s kratko predstavitvijo delovanja orkestra.
Izid albuma je podprlo Ministrstvo za kulturo Republike Slovenije.

## Seznam posnetkov
| CD              | CD                                                            | CD                   | CD                | CD      |
| Št.             | Naslov                                                        | Glasba               | Priredba          | Dolžina |
| --------------- | ------------------------------------------------------------- | -------------------- | ----------------- | ------- |
| 1.              | „Papyros‟                                                     | V. Štrucl            |                   | 3:23    |
| 2.              | „Autumn Leaves‟                                               | J. Kosma, I. Prevert | P. Kleine Schaars | 3:56    |
| 3.              | „Rencontres‟                                                  | A. Crepin            |                   | 8:07    |
| 4.              | „Concertino za klarinet in orkester‟                          | C. M. von Weber      | C. Lhomme         | 8:41    |
| 5.              | „Der Lindenbaum‟ (variacije na pesem Am Brunnen vor dem Tore) | F. Schubert          | R. Kreid          | 7:39    |
| 6.              | „Rosamunde / Škoda lásky‟                                     | J. Vejvoda           | K. Belohoubek     | 2:30    |
| 7.              | „Koncert za oboo in orkester‟                                 | V. Bellini           | O. Zurmühle       | 8:25    |
| 8.              | „Heart and Soul‟                                              | M. Schneider         |                   | 3:48    |
| 9.              | „Dunaj ostane Dunaj / Wien bleibt Wien‟                       | J. Schrammel         | V. Štrucl         | 3:46    |
| 10.             | „Cha cha l'amour‟                                             | K. Achs              | M. Schneider      | 3:27    |
| 11.             | „Feuerfest Polka‟                                             | J. Strauss           | T. Kenny          | 2:16    |
| 12.             | „Koncert za klarinet in orkester‟                             | A. Shaw              | B. Adamič         | 7:36    |
| 13.             | „Earth, Wind and Fire‟                                        | M. Schneider         |                   | 9:17    |
| Skupna dolžina: | Skupna dolžina:                                               | Skupna dolžina:      | Skupna dolžina:   | 72:51   |

## Sodelujoči

### Papirniški pihalni orkester Vevče
- Jože Hriberšek – dirigent

### Solisti
- Boštjan Dimnik – klarinet na posnetku 4
- Eva Jurgec – oboa na posnetku 7
- Miha Debevc – harmonika na posnetku 9
- Jože Kregar – klarinet na posnetku 12

### Produkcija
- Vinko Štrucl – producent
- Drago Hribovšek – tonski mojster
- Martin Žvelc – editing in mastering
- Multigraf – oblikovanje
- Set Vevče – tisk